# دافنة (العراق)
دافنة  منطقة عراقية في شرق ناحية بصية في قضاء السلمان في محافظة المثنى بصحراء الدبدبة بالبادية العراقية أقصى جنوب العراق، بها عيون وحسيان (آبار) غزيرة مالحة، وبقربها صليبية الفوار. وكانت دافنة من مناطق تجوال عشيرة الظفير.